# Carnival Triumph (schip, 1999)
Carnival Triumph is de voormalige naam van het cruiseschip Carnival Sunrise, waarop in 2013 brand uitbrak in de machinekamer, waardoor de voortstuwing niet meer werkte en het schip gesleept moest worden. Een en ander gaf veel ongemak en onhygiënische toestanden door niet meer werkende en overlopende toiletten, de cruise wordt wel de "poepcruise" genoemd. Iedereen kwam uiteindelijk wel veilig terug aan land. Het schip is toen hersteld en schoongemaakt, en hernoemd tot Carnival Sunrise. Er is in 2025 over deze cruise een Netflix original documentaire uitgekomen in de serie Trainwreck, met de naam Trainwreck:Poop Cruise.
Het is een schip van Carnival Cruise Lines en behoort tot de Triumph-klasse. Het schip was klaar in 1999 en werd datzelfde jaar ook in de vaart genomen.

## Indeling
De Carnival Triumph werd bijna identiek aan de Carnival Victory gebouwd en verschilt in een paar details van haar naamgenoot Carnival Destiny: de toevoeging van extra balkons op het Lido-dek en een verandering in het ontwerp van de publieke ruimtes.
Net als haar zusterschepen beschikt de Triumph over de Paris Dining Room, de London Dining Room, de Rome Lounge, Club Rio en de Spa. De Triumph is een van de eerste schepen die beschikken over een telefoon-systeem, genaamd "Cellular at Sea", dat gasten toelaat hun eigen mobiele telefoon te gebruiken om op welk moment dan ook te bellen naar familie en vrienden direct vanop het schip.

## Externe link

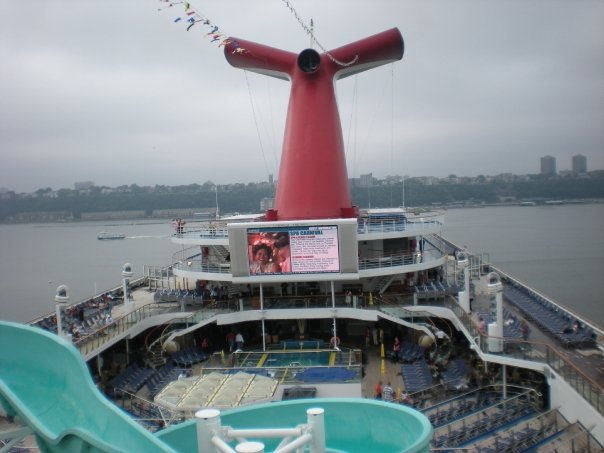
Het Lido-dek